# Marc Soler
Marc Soler Giménez (ur. 22 listopada 1993 w Vilanova i la Geltrú) – hiszpański kolarz szosowy.

## Osiągnięcia
Opracowano na podstawie:

2014
- 3. miejsce w mistrzostwach Hiszpanii U23 (jazda indywidualna na czas)

2015
- 1. miejsce w Tour de l’Avenir

2016
- 2. miejsce w Route du Sud
  - 1. miejsce w klasyfikacji młodzieżowej
  - 1. miejsce na 4. etapie

2017
- 3. miejsce w Volta Ciclista a Catalunya
  - 1. miejsce w klasyfikacji młodzieżowej
- 1. miejsce na 1. etapie Hammer Limburg (drużynowo)

2018
- 3. miejsce w Vuelta a Andalucía
- 1. miejsce w Paryż-Nicea
  - 1. miejsce w klasyfikacji młodzieżowej

2019
- 9. miejsce w Vuelta a España

2020
- 1. miejsce w Trofeo Pollença-Andratx
- 1. miejsce na 2. etapie Vuelta a España

2021
- 1. miejsce na 3. etapie Tour de Romandie

2022
- 1. miejsce w klasyfikacji najaktywniejszych Vuelta a España
  - 1. miejsce na 5. etapie

## Rankingi
| Rok              | 2015 | 2016 | 2017 | 2018 | 2019 | 2020 | 2021 | 2022 | 2023 | 2024 |
| ---------------- | ---- | ---- | ---- | ---- | ---- | ---- | ---- | ---- | ---- | ---- |
| UCI World Tour   | 197. | -    | 84.  | 53.  |      |      |      |      |      |      |
| World Ranking    |      | 509. | 121. | 58.  | 244. | 95.  | 147. | 232. | 130. | 92.  |
| UCI Europe Tour  |      | 300. | 489. | 213. | 200. | 80.  | 125. | 190. | -    | 74.  |
| UCI Asia Tour    |      | 598. | -    | -    |      |      |      |      |      |      |
| UCI America Tour |      | 537. | -    | -    |      |      |      |      |      |      |
|                  |      |      |      |      |      |      |      |      |      |      |
| Źródło: UCI      |      |      |      |      |      |      |      |      |      |      |